# Marie Vermeulin
Marie Vermeulin, née le 22 novembre 1983 à Courcouronnes, est une pianiste française de musique classique. 

## Biographie
Elle commence ses études de piano auprès de Jacqueline Dussol, puis de Marie-Paule Siruguet au conservatoire à rayonnement régional de Boulogne-Billancourt, avant de les poursuivre de 2001 à 2004 au Conservatoire national supérieur de musique de Lyon, où elle est l'élève d’Hortense Cartier-Bresson et d’Edson Elias. Elle étudie parallèlement pendant quatre ans avec Lazar Berman à Florence, puis à l’Accademia Pianistica Internazionale d’Imola. Elle se perfectionne enfin auprès de Roger Muraro.
Elle obtient le premier Grand Prix du Tournoi International de Musique en décembre 2004 (sur vote du Jury et du Public), le Deuxième Grand Prix et Prix du plus jeune finaliste au Concours International Maria Canals de Barcelone en mai 2006, et le Deuxième Grand prix au concours International Olivier Messiaen en décembre 2007. En novembre 2014 elle obtient le Prix d'interprétation de la Fondation Simone et Cino Del Duca décerné par l'académie des beaux-arts.
Elle s'est produite dans de nombreuses grandes salles aussi bien à Paris (Cité de la musique, Petit Palais, Amphithéâtre de l'Opéra Bastille, Auditorium du musée d'Orsay, salle Cortot, Serres d'Auteuil, théâtre des Bouffes du Nord), que dans d'autres grandes villes françaises (Equinoxe de Châteauroux, Agora d'Evry, salle Molière de Lyon, salle de l'Institut à Orléans, salle André Malraux à Sarcelles, Centre Pompidou à Metz, à l'Auditorium Jean-Pierre Miquel de Vincennes, châteaux de Solliès-Pont, d'Aulteribe, de Chambord… ). Elle a également donné de nombreux concerts à l'étranger (USA, Italie, Espagne, Suisse, Allemagne, Belgique, Lituanie, Algérie, Moldavie, Monténégro, Chypre, Liban, Viêt Nam, Philippines, Indonésie, Monaco et Éthiopie). Elle alterne récitals de piano seul, musique de chambre, et concertos. Elle a ainsi joué notamment sous la baguette de Pierre Boulez, Sir Paul Goodwin, Pavel Berman, Eric Geneste, Claire Levacher, Debora Waldman et Salvador Brotons. Elle s'engage régulièrement dans la création contemporaine,,.

## Discographie
- Olivier Messiaen: Vocalise-Étude pour soprano et piano (Marie Vermeulin et Nathalie Manfrino), Universal, 2008
- Olivier Messiaen: Fantaisie pour violon et piano (Marie Vermeulin et Daniel Hope), Universal, 2008
- Olivier Messiaen: Préludes, Regards & Esquisses (Marie Vermeulin), Paraty 612118, 2013
- Claude Debussy : Pour le piano ; Estampes ; Études, Livres I et II (Marie Vermeulin), Collection Le Printemps des Arts de Monte-Carlo, 2016[19]
- Clara et Robert Schumann : Clara et Robert Schumann (Marie Vermeulin), Paraty, 2019[20]
- Birds of a feather (avec la flûtiste Anne Cartel) : compositions de Claude Debussy, Olivier Messiaen, François-Bernard Mâche, Marc Monnet, Tristan Murail, Michaël Levinas, Philippe Hurel et Régis Campo, Paraty, 2022